# Rudolph von der Tann-Rathsamhausen
Rudolph Freiherr von und zu der Tann, ab 1868 Tann-Rathsamhausen (* 20. Oktober 1820 in Tann; † 18. Juni 1890 in Erling) war ein bayerischer Generalleutnant.

## Leben
Rudolph von der Tann war ein Sohn des bayerischen Kämmerers Heinrich von der Tann (1784–1848) und dessen Ehefrau Sophie, geborene Freiin von Rathsamhausen (1767–1833), der letzten ihrer elsässischen Familie. Die bayerische Namens- und Wappenvereinigung mit den Freiherren von Rathsamhausen zu „von und zu der Tann-Rathsamhausen“ erfolgte für ihn und seine Brüder, die bayerischen Generalmajore Hugo und Ludwig, am 21. Mai 1868 in Berg. 
Nach dem Besuch der Pagerie trat Tann am 19. August 1839 als Junker in das 1. Artillerie-Regiment der Bayerischen Armee ein. Im weiteren Verlauf seiner Militärkarriere nahm er 1866 am Krieg gegen Preußen und 1870/71 am Krieg gegen Frankreich teil. Seit 1870 Generalmajor und Kommandeur der 4. Infanterie-Brigade, stieg Tann 1873 zum Generalleutnant und Kommandeur der 2. Division auf. Am 24. Oktober 1875 wurde er zur Disposition gestellt.
Er war ebenfalls bayerischer Kämmerer und am 18. Juni 1871 zum Ehrenbürger von Ingolstadt ernannt worden.
Tann hatte sich am 25. September 1858 in Scherneck mit Bertha Freiin von Schaezler (1840–1926) verheiratet. Die Ehe blieb kinderlos.